# Kepler-55 b
Kepler-55 b (KOI 904.02, KIC 8150320 b, 2MASS J19004040+4401352 b) — экзопланета, открытая в 2011 году у звезды Kepler-55 в созвездии Лиры.
Kepler-55 b имеет массу и радиус около 0,62 и 0,58 юпитерианских соответственно. Она обращается по круговой орбите на расстоянии 0,15 а. е. от родительской звезды. Полный оборот экзопланета совершает за 28 суток.
Экзопланета Kepler-55 b была открыта космическим телескопом Кеплер в 2011 году, с помощью метода транзитной фотометрии, основанного на наблюдениях за прохождением экзопланеты на фоне звезды.

## Родная звезда
Kepler-55 — звезда, которая находится в созвездии Лиры на расстоянии около 1271 светового года от нас. Вокруг звезды обращаются, как минимум, пять экзопланет. Звезда представляет собой оранжевый карлик 16-й видимой звёздной величины, по размерам и массе приблизительно вдвое меньше Солнца. Впервые в астрономической литературе упоминается в каталоге 2MASS, опубликованном в 2003 году. Масса звезды равна 0,62 солнечной, а радиус — 0,58. Температура поверхности звезды составляет приблизительно 4362 кельвина.

## Каталоги
- Planet Kepler-55 b (англ.). Exoplanet.eu.
- Kepler-55 b (англ.). exoplanets.org.
- Kepler-55 b (англ.). Open Exoplanet Catalogue. Архивировано из оригинала 6 октября 2013 года.
- Kepler-55 b (англ.). Ames Research Center. Архивировано из оригинала 26 сентября 2015 года.
- Kepler-55b (англ.). NASA Exoplanet Archive.
- Kepler-55 b (англ.). SIMBAD.